# Gunilla Gren-Eklund
Gunilla Gren-Eklund, född Gren 27 maj 1938 i Uppsala, är en svensk indolog och professor emerita vid Uppsala universitet.
Gunilla Gren-Eklund är dotter till förste bibliotekarien Erik Gren, som var docent i klassisk fornkunskap, och folkskollärarinnan Greta Jacobsson. Hon avlade studentexamen i Uppsala 1956, blev filosofie magister 1960, filosofie doktor i sanskrit med jämförande indoeuropeisk språkforskning 1978 och docent vid Uppsala universitet 1980. År 1984 utsågs hon där till tillförordnad professor i sanskrit med jämförande indoeuropeisk språkforskning och 1986 till ordinarie professor i indologi, särskilt sanskrit. Hon pensionerades 2003.
Hon har varit gift två gånger, 1963–1971 med Tomas Hägg, professor i klassisk filologi, och 1975–2001 med Sten Eklund (1939–2006), professor i latin vid Uppsala universitet.